# سودرتاليا كينغ
سودرتاليا كينغ (بالسويدية: Södertälje Kings) هو فريق كرة سلة سويدي تأسس في سنة 1968 يقع مقره في سودرتاليا. يلعب في الدوري السويدي لكرة السلة.

## الإنجازات
- الدوري السويدي لكرة السلة (11):

1978، 1987، 1988، 1990، 1991، 1992، 2005، 2012–13، 2013–14، 2014–15، 2015–16

## وصلات خارجية
- الموقع%20الرسمي